# Яґодно (Великопольське воєводство)
Яґодно (пол. Jagodno, нім. Beerendorf) — село в Польщі, у гміні Костшин Познанського повіту Великопольського воєводства.
Населення — 68 осіб (2011).
У 1975-1998 роках село належало до Познанського воєводства.

## Демографія
Демографічна структура станом на 31 березня 2011 року:
|          | Загалом | Допрацездатний вік | Працездатний вік | Постпрацездатний вік |
| -------- | ------- | ------------------ | ---------------- | -------------------- |
| Чоловіки | 37      | 8                  | 24               | 5                    |
| Жінки    | 31      | 6                  | 20               | 5                    |
| Разом    | 68      | 14                 | 44               | 10                   |